# Криппс, Стаффорд
Ричард Стаффорд Криппс (англ. Richard Stafford Cripps; 24 апреля 1889[…], Лондон — 21 апреля 1952[…], Цюрих) — британский лейбористский политик.

## Биография
По матери племянник Беатрисы Вебб. Учился в Винчестерском колледже и Университетском колледже Лондона.
Член Лейбористской партии с 1930 года, член Исполкома партии (1934—1935). В 1932 году создал и возглавил Социалистическую лигу, объединявшую преимущественно интеллектуалов из среды Независимой рабочей партии (НРП), не одобрявших разрыва с лейбористами. В 1936 году проводил кампанию единого фронта с НРП и коммунистами для электоральной победы над правыми. В 1937 году выступил соучредителем левого журнала «Трибуна» (Tribune).
В сентябре 1933 года участвовал в независимой международной комиссии в Лондоне под руководством Дениса Ноуэлла Притта по делу о поджоге Рейхстага, которая пришла к выводу о виновности непосредственно Геринга в поджоге и сфабрикованности судебного процесса в Германии.
В 1939 году исключался из рядов лейбористов за свои требования создать антифашистский народный фронт лейбористов, НРП, коммунистов, либералов и черчиллевских консерваторов, выступавших против политики умиротворения гитлеровской Германии; восстановлен в партии в 1945 году.
Член Палаты общин британского парламента в 1931—1950 годах.

### Во время Второй мировой войны
После того как Уинстон Черчилль сформировал своё коалиционное правительство военного времени в 1940 году, он назначил Криппса послом в СССР. Так как по мнению Черчилля Криппс, имевший марксистские симпатии, мог бы вести более успешные переговоры со Сталиным. Первоначально Черчилль  предполагал направить в Москву Криппса в качестве уполномоченного представителя британского правительства, однако эта инициатива была отклонена советской стороной, вследствие чего Криппс был назначен послом. Также, при отзыве предыдущего посла и запросе агремана на Криппса, для него были запрошены специальные полномочия, однако и в них советская сторона отказала. С мая 1940 года по январь 1942 года посол Великобритании в СССР. В апреле 1941 года Черчилль передал через Крипса личное послание Сталину с информацией британской разведки о планах нападения Гитлера на СССР, однако реакции на это письмо не последовало. После начала вторжения Германии в СССР, Криппс стал ключевой фигурой в сотрудничестве между западными державами и Советским Союзом. От имени Великобритании подписал в августе 1941 года Советско-английское соглашение о совместных действиях в войне против Германии.

Теперь, после славной победы под Москвой, никто не может утверждать, что советский режим является прогнившим или подрывающим жизненно важные устои собственной страны. — Нет! Если бы не этот режим и все то, что было сделано в этой стране за последние 20 лет, Гитлер, безусловно, сумел бы завоевать всю Европу, а наши шансы на победу равнялись бы нулю.— Стаффорд Криппс, из л/дневника, 6.01.1942
Страстный футбольный болельщик, Криппс присутствовал 3 мая 1942 г. на первом матче только что сформированного клуба «Крылья Советов» (посольство Великобритании с осени 1941 г. находилось в г. Куйбышеве).
В 1942 году Криппс вернулся в Великобританию и сделал серию радиопередач о советских военных усилиях. Народный отклик был феноменальным, и несмотря на отсутствие партийной поддержки, Криппс быстро стал одним из самых популярных политиков в стране. Он был назначен членом Военного кабинета, будучи Лордом-хранителем Малой печати и лидером Палаты общин.
В 1942 году возглавлял миссию Криппса, отправленную британским правительством для достижения соглашения с национально-освободительным движением в Британской Индии (которое представляли Индийский национальный конгресс и Мусульманская лига), но переговоры с Ганди не дали результатов.

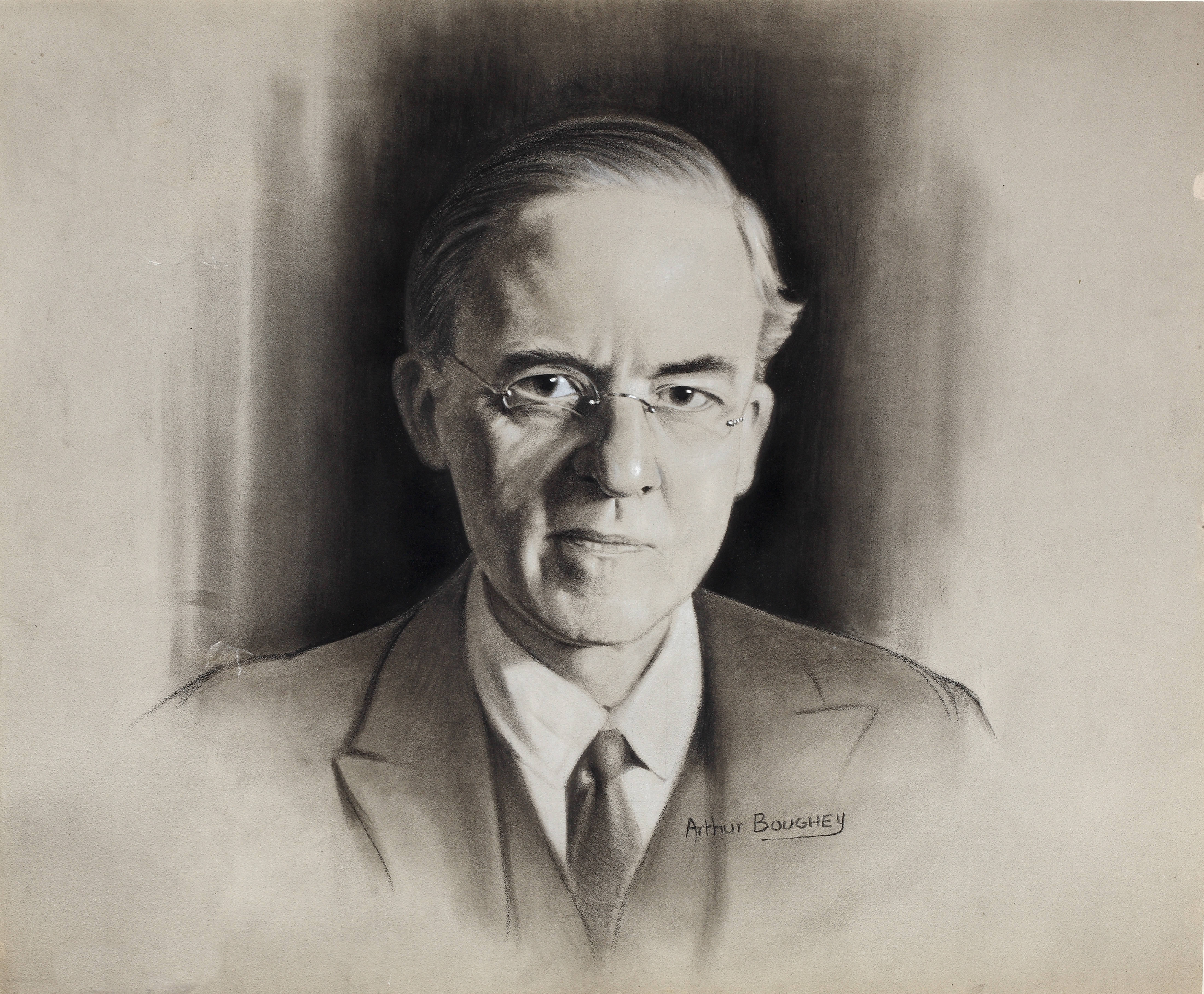
Портрет Стаффорда Криппса военного времени

В 1942—1945 годах ректор Абердинского университета.
В правительстве Черчилля:
- В 1942 лидер Палаты общин
- В 1942—1945 годах министр авиационной промышленности.

В лейбористском правительстве К. Эттли:
- В 1945—1947 годах министр торговли.
- В 1947 году министр экономики.
- В 1947—1950 годах канцлер казначейства.

В конце 1940-х, когда Криппс был канцлером казначейства, большинство членов кабинета участвовали в регулярно проводимых под его началом встречах для молитвы, изучения Библии и обсуждения применения христианских принципов в общественной жизни.
В октябре 1950 года был вынужден уйти с поста министра финансов из-за ухудшения состояния здоровья.
С 1951 и до кончины президент Фабианского общества.
Дочь - Пегги Аппиа, внук по ней - Кваме Энтони Аппиа.